# Joseph Korwin-Kossakowski

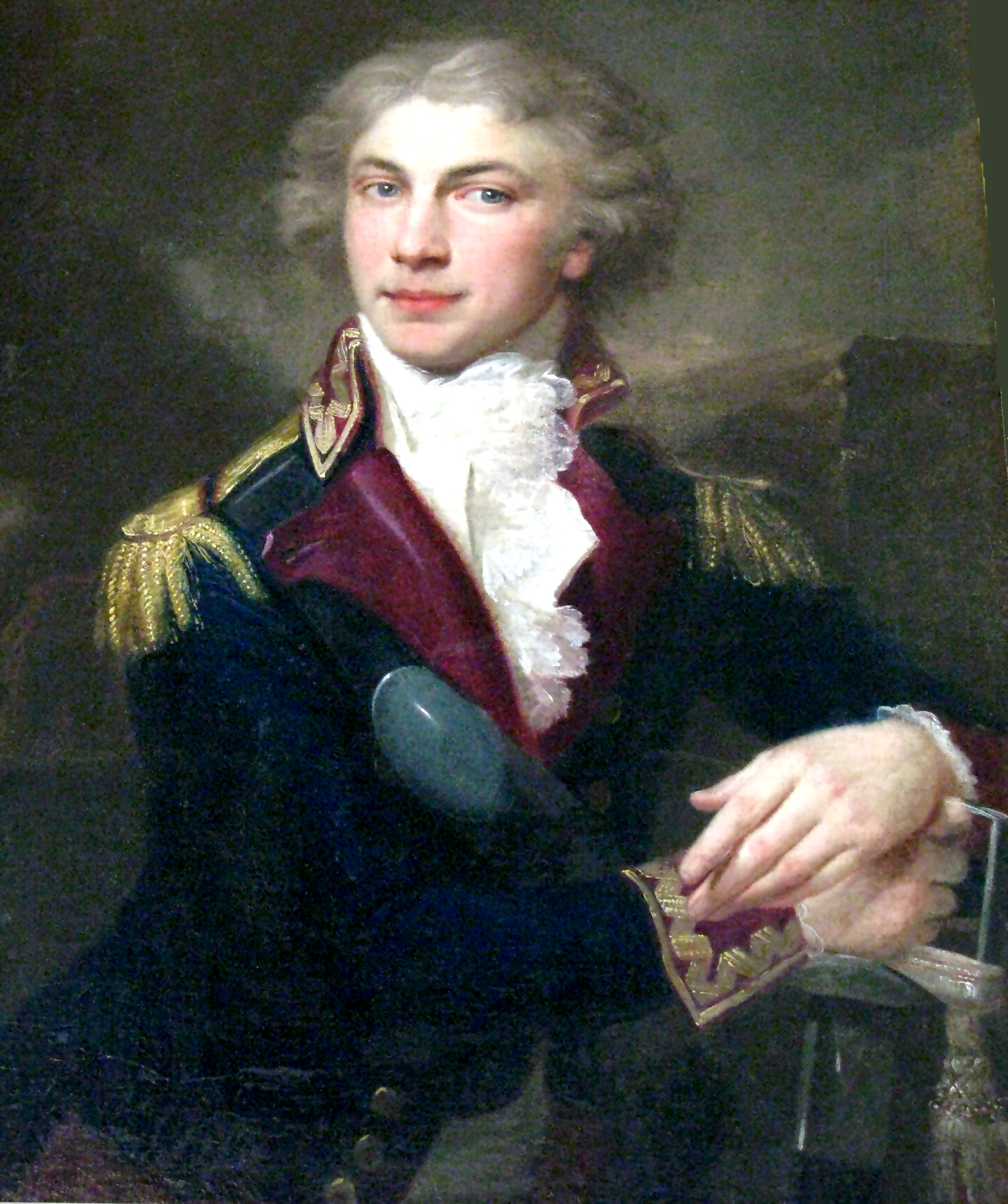
Joseph Korwin-Kossakowski

Wappen der Kossakowskis (Slepowron)

Joseph Korwin-Kossakowski (litauisch Juozapas Antanas Kosakovskis, polnisch Józef Korwin-Kossakowski; * 1772 in Martyniškis; † 1842 in Liukonys, jetzt Landkreis Širvintos) war ein litauischer General, Adjutant von Napoleon, Offizier der französischen Armee und Anhänger von Tadeusz Kościuszko während der polnisch-litauischen Aufstände im 19. Jahrhundert.

## Leben
1812 trat Joseph Korwin-Kossakowski zur französischen Armee über. Wie mehrere patriotische Offiziere Polen-Litauens wollte er den Doppelstaat in den Grenzen von 1772 wiederherstellen. Joseph Korwin-Kossakowski wurde zum ersten Adjutanten von Napoleon I.; danach wurde er zum General befördert und bekam den Titel Comte verliehen.
Joseph Korwin-Kossakowski war militärischer Kommandant in Moskau. Der General ist im Mausoleum der Kirche des Heiligen Apostels Jakobus in Jonava begraben.